# Alla Horska
Alla Olexandrivna Horska (Алла Горська, 18. září 1929 Jalta – 17. listopadu 1970 Vasylkiv) byla ukrajinská malířka a autorka monumentálních mozaik, jedna z prvních představitelek ukrajinského uměleckého undergroundu, v 60. letech disidentka a aktivistka za lidská práva na Ukrajině. Manželka Viktora Zareckého. Zemřela násilnou smrtí ve 41 letech za podezřelých okolností v době, kdy byla pod dohledem KGB.

## Život
Horska se narodila na Jaltě v rodině patřící k sovětské nomenklatuře. Její otec byl ředitelem studia Jalta Film a později studií Lenin Film a po osvobození Kyiv Film. V letech 1941-1943 přežila spolu s matkou dvě zimy leningradské blokády. Vystudovala Kyjevský institut výtvarných umění, kde se specializovala na malbu. Roku 1952 se provdala za pedagoga a malíře Viktora Zaretského, se kterým měla syna Olese. Manželé pracovali v oblasti Donbasu. Roku 1959 se Horska stala členkou Ukrajinské unie umělců.
V letech 1960-1961 žila Horska v obci Ivankiv poblíž Kyjeva. Spolu s Vasylem Stusem, Vasylem Symonenkem a Ivanem Svitlyčným založila Horska v roce 1960 v Kyjevě Klub tvořivé mládeže "Сучасник", který sehrál významnou roli v kulturním hnutí 60. let. Společně zde vystavovali obrazy, hráli divadelní hry, přednášeli básně a připomínali vše co bylo sovětskými úřady potlačováno.
V letech 1962-1963 Alla Horska, Vasyl Symonenko a Les Tanyuk odhalili neoznačené masové hroby obětí NKVD na Lukjanivském a Vasylkovském hřbitově v Bykivně a informovali o tom kyjevskou městskou radu ("Memorandum č. 2"). V roce 1962 byl Symonenko těžce zbit příslušníky milice a zemřel roku 1963 na selhání ledvin.
V letech 1965-1968 se Horska účastnila protestů proti represím namířeným proti ukrajinským aktivistům za lidská práva. V roce 1965 bylo zatčeno velké množství přátel a známých Horske. V prosinci 1965 zaslala prokurátorovi Ukrajinské SSR prohlášení týkající se zatýkání, které mělo být zveřejněno v samizdatu. Po procesu s J. Hevryčem zaslala další prohlášení a v prosinci 1965 a březnu 1966 dvě stížnosti prokurátorovi, týkající se Hevryčova případu. Poskytovala morální i materiální podporu rodinám politických vězňů a pravidelně si s nimi dopisovala. V dubnu podepsala odvolání na obranu Opanase Zalyvachy. Obraceli se na ni s prosbou o pomoc lidskoprávní aktivisté, kteří si odpykávali své tresty.
V roce 1967 se zúčastnila procesu s Vjačeslavem Čornovilem ve Lvově spolu se skupinou kyjevských aktivistů, kteří protestovali proti nezákonnému vedení soudního řízení. Následujícího roku podepsala Protestní dopis 139 vědců a umělců, adresovaný generálnímu tajemníkovi Komunistické strany Sovětského svazu, který požadoval zastavení těchto nezákonných řízení. Proti těm, kteří dopis podepsali, začala vlna pronásledování ze strany administrativy a nátlak KGB. KGB šířila zvěsti o existenci podzemní organizace banderovců, kterou vedou západní bezpečnostní služby. Horska byla označena za jednoho z vůdců údajné organizace a 15. června 1968 byla spolu s dalšími sedmi lidmi vyloučena ze Svazu umělců Ukrajiny.
Byt umělkyně byl sledován, její telefon byl odposloucháván, každý její krok byl monitorován a neznámé osoby jí vyhrožovaly. Byla opakovaně vyslýchána KGB a neúspěšně "přemlouvána ke spolupráci". V roce 1970 byla předvolána k výslechu do Ivano-Frankivska v souvislosti s případem Valentyna Moroze, odmítla však vypovídat. Několik dní před svou smrtí podala u Nejvyššího soudu Ukrajinské SSR protest proti nezákonnosti a přísnosti rozsudku nad Morozem.
Dne 28. listopadu 1970 byla Alla Horska zavražděna ve vesnici Vasylkiv v Kyjevské oblasti. Ačkoli zločin zůstává oficiálně nevyřešen, nepřímé důkazy ukazují na zapojení KGB. Podle vyšetřování vedené prokuraturou Kyjevské oblasti Horskou zabil její tchán kvůli osobní nevraživosti a poté spáchal sebevraždu. Ani po rozpadu SSSR ukrajinská prokuratura a bezpečnostní služba navzdory výzvám veřejnosti neposkytly žádné informace o smrti Horske a zpřístupnily pouze vyšetřovací spis, ve kterém jsou neúplné a zfalšované údaje. Lze vysledovat společné rysy mezi vraždou Ally Horske a dalšími politickými vraždami v SSSR.
Její pohřeb se konal 7. prosince 1970. Stala se z něj kampaň občanského odporu, v níž vystoupili známí disidenti jako Jevhenyj Sverstjuk, Vasyl Stus, Ivan Hel a Oles Serhyjenko. Akce nebyla vyšetřovací komisí povolena a všichni řečníci byli po krátké době zatčeni. Dva roky po smrti Horske začalo masové zatýkání ukrajinské inteligence. Mezi zatčenými byli literární kritik Ivan Svitlyčnyj a básník Vasyl Stus. Jejich životy skončily předčasně jako přímý důsledek věznění v gulagu.

## Dílo
Ve svých raných dílech se zabývala žánrovou malbou (1950-1952), později pracovala s tématy hornické práce a vytvářela obrazy, které byly poplatné sovětskému režimu. Malovala portréty a společně s V. Zareckým a dalšími realizovala velkoplošné mozaiky na budovách v Doněcku a Krasnodonu.
Horska byla součástí disidentského hnutí umělců 60. let, kteří prosazovali nejen právo na svobodu v umělecké tvorbě a její identitu, ale zasazovali se také o rozvoj ukrajinského jazyka a kultury jako celku. Hnutí 60. let bylo kontrakulturním fenoménem, který se stavěl proti oficiální autoritě. Sovětské úřady reagovaly zákazy tvůrčí činnosti na veřejnosti, v některých případech byli umělci sledováni, předvoláváni k výslechům, zatýkáni a často posíláni do trestaneckých kolonií. Naprosto neposlušní byli likvidováni fyzicky.
Horska se jako scénografka podílela na Brechtově divadelní hře "Matka Kuráž a její děti", hře "Probodnuté slunce" podle básní Ivana Dracha nebo "Pravda a lež" Mychailo Stelmacha. Navrhla scénu pro hru Mykoly Kuliše Otak zahynuv Huska (Tak zahynul Huska), jejíž premiéra v Ukrajinském dramatickém divadle ve Lvově byla zakázána. V roce 1964 spolupracovala s Halynou Sevruk a Liudmylou Semykinou na vitrážovém panelu, který pro Kyjevskou univerzitu navrhl Opanas Zalyvacha. Kvůli nekonvenčnímu stylu a vlasteneckému poselství byl panel, na němž byl zobrazen rozzlobený Taras Ševčenko, úřady zničen.
Hlavními díly Horske jsou monumentální vnitřní a vnější malby a mozaiky zdobící školy, muzea a restaurace, které vytvořila ve spolupráci s dalšími umělci. Sbírka dopisů a esejů Horske a vzpomínek na ni, kterou editovali Oleksij Zareckij a Mykola Maryčevskij, vyšla v Kyjevě v roce 1996 pod názvem Červona tin' kalyny.

### Zastoupení ve sbírkách (výběr)
- National Art Museum in Kyiv
- National Museum in Lviv
- Central State Archive Museum of Literature and Art
- Museum of the Sixtiers
- Norton and Nancy Dodge Collection of Soviet Nonconformist Art at Rutgers University
- Checkpoint Charlie Berlin Wall Museum[5]